# Audea legrandi
Audea legrandi är en fjärilsart som beskrevs av Emilio Berio 1959. Audea legrandi ingår i familjen nattflyn. Inga underarter finns listade.